# Santa-Marta-Waldsänger
Der Santa-Marta-Waldsänger (Myiothlypis basilica, Syn.: Basileuterus basilicus) ist ein kleiner Singvogel aus der Familie der Waldsänger (Parulidae). Er ist durch sein unverwechselbares Kopfgefieder leicht zu bestimmen und von anderen Vertretern der Gattung Myiothlypis gut zu unterscheiden.

## Merkmale

Verbreitungsgebiet des Santa-Marta-Waldsängers (grün)

Santa-Marta-Waldsänger erreichen eine Körperlänge von 14 Zentimetern. Die Flügellänge beträgt beim Männchen 6,3 Zentimeter, beim Weibchen 6,4 bis 6,6 Zentimeter. Adulte Santa-Marta-Waldsänger haben einen dünnen weißen Kronenstreifen auf dem schwarzen Oberkopf und einen breiten weißen Superciliarstreifen, der bis zum schwarzen Nacken reicht. Unter dem Auge befindet sich ein halbkreisförmiger weißer Fleck, ein weiterer hinter dem Ohr; das restliche Kopfgefieder ist schwarz. Die Tiere haben ein olivgrünes Oberseitengefieder mit olivbraunen bis dunkelbraunen Flügeldecken, ein gelbes Unterseitengefieder und eine weiße Kehle. Jungvögel im ersten Jahr unterscheiden sich außer durch die oliven Spitzen auf dem weißen Kronenstreifen kaum von den erwachsenen Vögeln. Das Gefieder an den Flanken ist leicht oliv verwaschen. Jungvögel in der Mauser tragen statt der weißen Gefiederpartien am Kopf eine creme- bis büffellederfarbige Zeichnung; das restliche Kopfgefieder ist dunkel gräulich. Weitere Unterscheidungsmerkmale sind nicht bekannt.

## Vorkommen
Santa-Marta-Waldsänger sind in den Gebirgsketten des Nationalparks Sierra Nevada de Santa Marta im Norden von Kolumbien endemisch. Sie bewohnen paarweise oder in kleinen Gruppen die Randbereiche von Buschwäldern, dichtes Gestrüpp in verkrüppelten Wäldern oder auch Sekundärwälder, oft entlang eines Gewässers oder auch in Schluchten, in Höhen von 2100 bis 3000 Metern. Gewöhnlich sind sie jedoch ab einer Höhe von 2300 Metern vorzufinden. Über das Brutverhalten und den Nestbau gibt es keine Untersuchungen. 
Aufgrund des kleinen, zersplitterten Verbreitungsgebietes werden sie von der IUCN seit 2004 als gefährdet (Vulnerable) geführt. Die genaue Populationsgröße ist unbekannt; geschätzt werden zwischen 1000 und 2499 Individuen. Von der Vogelschutzorganisation BirdLife International wurde eine Abnahme der Bestände festgestellt.